# Ramón Flores (trompetista)
Ramón Flores (nacido el 22 de agosto de 1946 en Mazatlán, Sinaloa, México) es un trompetista mexicano. Ha tocado con muchos artistas mexicanos y extranjeros, como José José, Juan Gabriel, Paul Mauriat (gira en Japón 1974–1985) y Ray Charles. Ha estado en giras mundiales con Cock Robin (1990), Brian Setzer (1994), Don Henley (2000), Yanni (2003–2005) y como el trompetista de Luis Miguel.

## Discografía
- Latin Sunset (1993)
- Para Ti (2007)